# درچینوواتس
درچینوواتس (به صربی: Drečinovac) یک منطقهٔ مسکونی در صربستان است که در Knjaževac واقع شده‌است. درچینوواتس ۸۸ نفر جمعیت دارد.